# Geltinger Birk
Le Geltinger Birk (en danois : Gelting Birk) est une réserve naturelle allemande située au bord de la mer Baltique, dans le land du Schleswig-Holstein. Créée en 1986, elle est située au nord-est de Gelting, principalement sur la commune de Nieby, dans la baie de Gelting (de), à la sortie du fjord de Flensbourg.

## Toponymie
Le nom de la partie nord de la péninsule de Gelting est attestée sous les formes Barkoe en 1494 et Berckoe en 1519.
Le nom descend probablement du mot danois birk, qui désigne le bouleau (en moyen bas allemand : berke) et ø qui signifie « île ». Transposé en allemand, cela donnerait Birkeninsel, « l'île aux bouleaux », appelée ainsi car la région était autrefois une île.
Dans le même temps, la zone autour de Gelting formait autrefois un Birk, c'est-à-dire un district juridiquement indépendant, séparé du hundred suivant le Birkrecht. Son existence est attestée pour la première fois en 1494, mais est probablement plus ancienne.

## Géographie

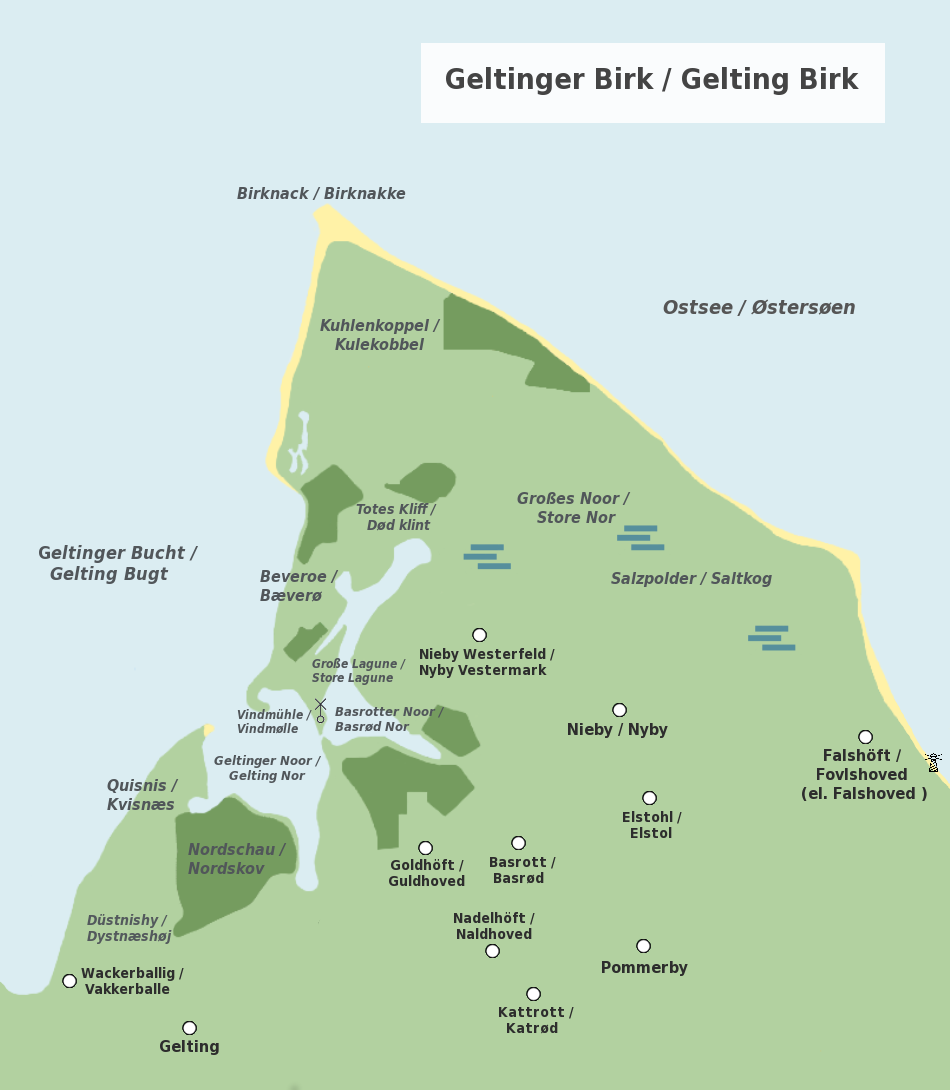
Carte générale.

Le Geltinger Birk est situé au nord-est de Gelting, principalement sur la commune de Nieby, dans la baie de Gelting (de), à la sortie du fjord de Flensbourg.
Avec une superficie d'environ 773 hectares, à cheval entre la baie de Gelting (donnant sur la mer Baltique) et la péninsule, cette réserve est la plus grande de l'arrondissement de Schleswig-Flensbourg. Elle est gérée par la Fondation pour la conservation de la nature du Schleswig-Holstein.
Sur la superficie totale de la réserve, environ 260 hectares se trouvent sous le niveau de la mer. Le paysage est caractérisé par des plans d'eau, des lacs de plage, des marécages, des forêts, des prés salés, des dunes, des plages et des cordons littoraux. La réserve naturelle comprend également les zones d'eau peu profonde bordant la terre avec des herbiers marins.

## Histoire

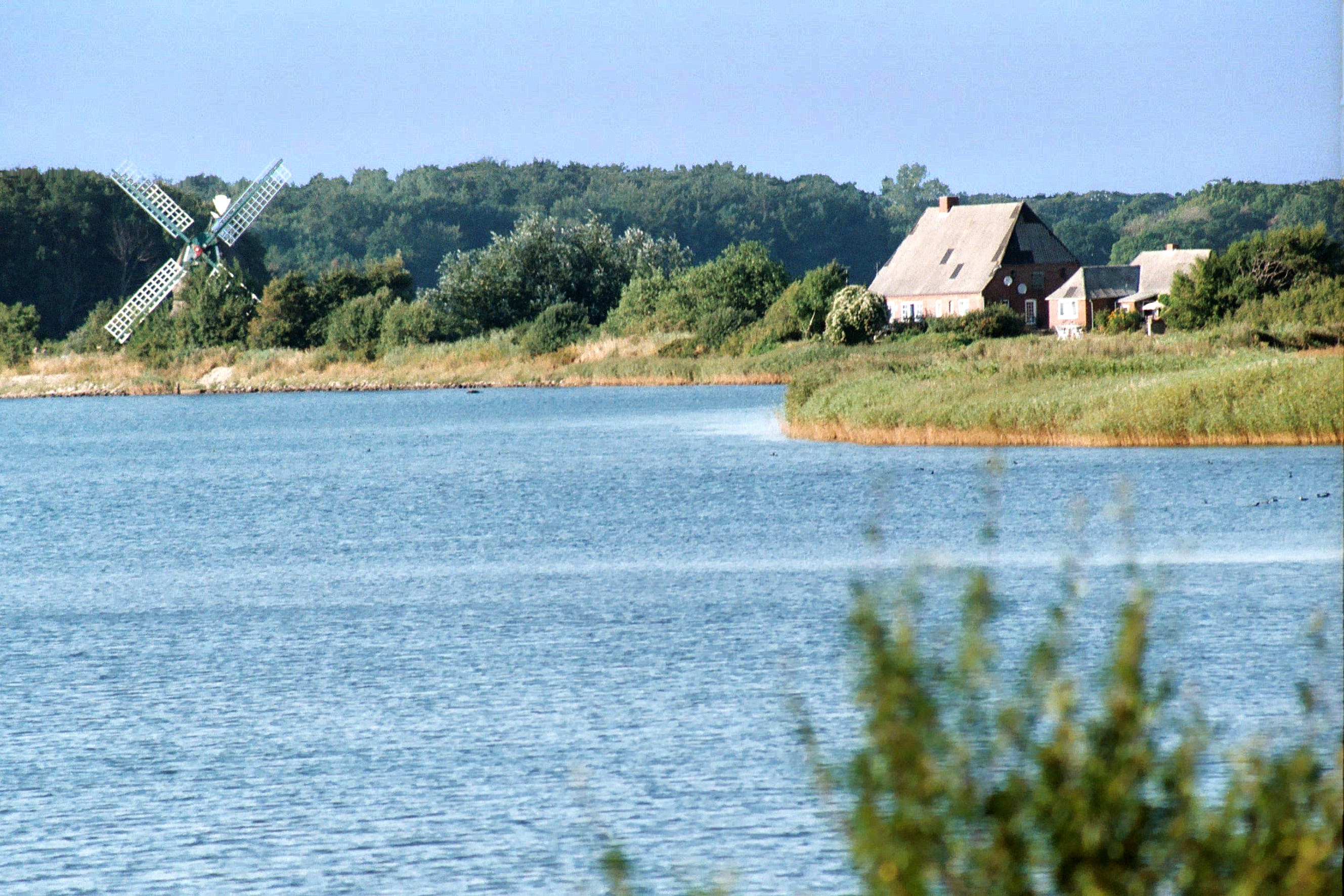
Vue sur la zone d'eau de la réserve naturelle, jusqu'au moulin à vent Charlotte (2003).

Le Geltinger Birk est un cordon littoral créé lors de la formation d'une berge nivelée en raison de la dérive des sédiments provoquée par les courants parallèles à la côte.
Afin de pouvoir utiliser le Birk pour l'agriculture, la première digue sur la côte de la mer Baltique est construite en 1581, séparant les landes de Gelting et de Beveroe de la mer Baltique. Par la suite, le drainage des zones basses commence également. La première digue est détruite par une tempête. En 1750 est construite une seconde digue à Grahlenstein. Avec le moulin  Charlotte, construit en 1826 après l'endiguement du grand marais, il est pour la première fois possible de drainer le Birk sur une grande superficie.
La réserve naturelle est créée en 1986.
En 2013, la zone se situe à 3,20 mètres sous le niveau de la mer. Depuis le 16 septembre 2013, de l'eau de mer est introduite dans le Birk via une conduite au nord de la ville de Nieby afin d'élever le niveau de l'eau à un mètre sous le niveau de la mer. Ainsi, lagunes et marais salants réapparaissent. Cette mesure est l'un des plus grands projets de protection de la nature planifiés ou mis en œuvre dans le Schleswig-Holstein. Dans la nuit du 20 au 21 octobre 2023, la digue menant à Geltinger Birk se rompt à cause d'une onde de tempête et la réserve naturelle est presque entièrement inondée,.

## Importance pour la protection de la nature

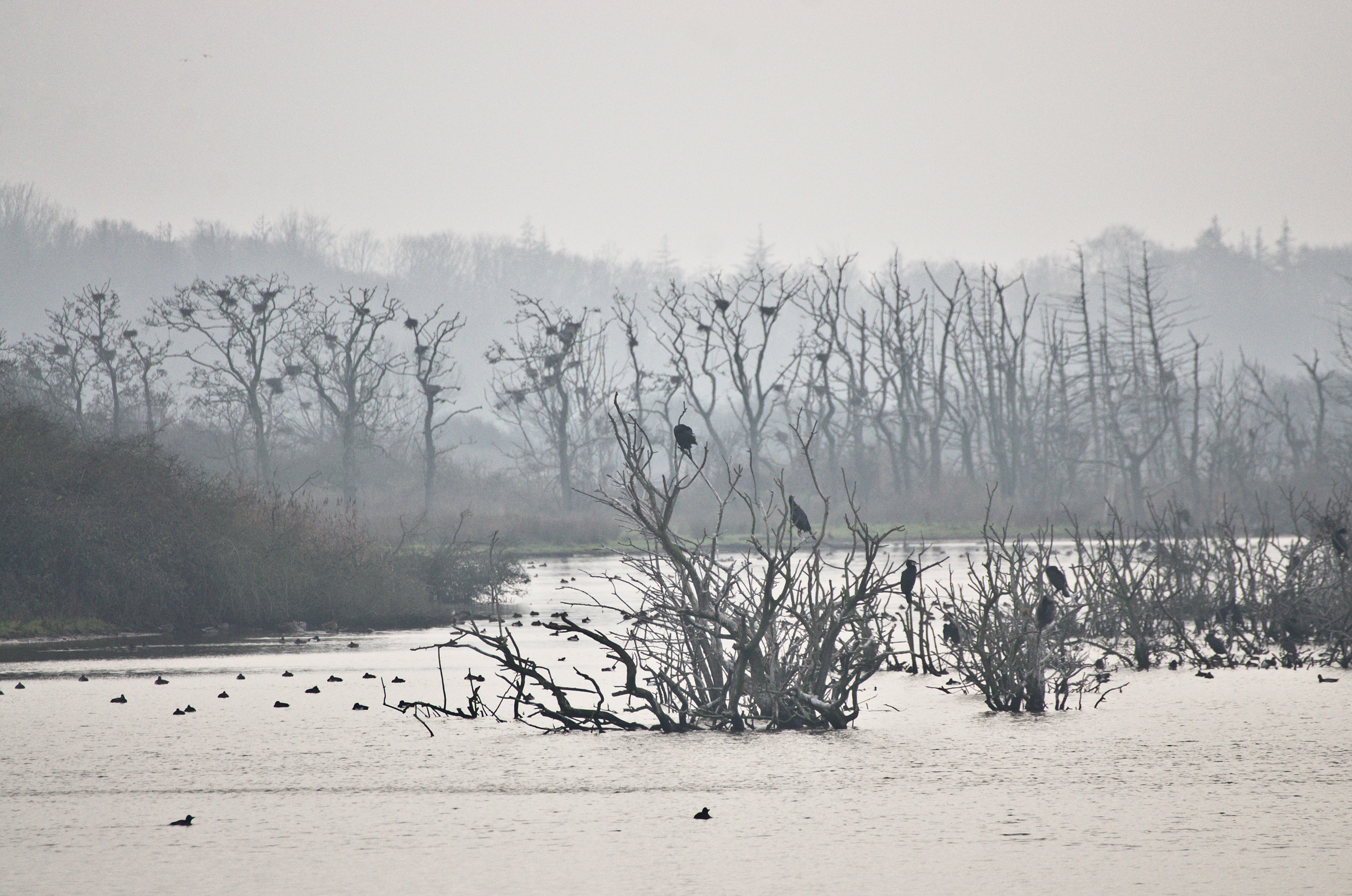
Oiseaux dans le Geltinger Birk en décembre 2020 sur une zone réhumidifiée

Le Geltinger Birk est une zone importante de migration d'environ deux cents espèces d'oiseaux. De plus, il sert de lieu de reproduction à près de 90 espèces. Cela en fait une destination prisée des ornithologues. La région est également intéressante d'un point de vue botanique : des espèces rares de flore maritime y vivent, comme la Crambe maritime et le Panicaut maritime. Le Geltinger Birk est également important car il est le seul écosystème abritant de Rosa mollis (en) en Allemagne.
La réserve naturelle fait également partie de deux zones protégées plus grandes qui appartiennent au réseau européen Natura 2000 : la zone spéciale de conservation DE-1123-393, intitulée Küstenbereiche Flensburger Förde von Flensburg bis Geltinger Birk, « Zones côtières du fjord de Flensburg, de Flensburg à Geltinger Birk », et la réserve ornithologique européenne DE-1123 -491 Flensburger Förde, « Fjord de Flensburg ».

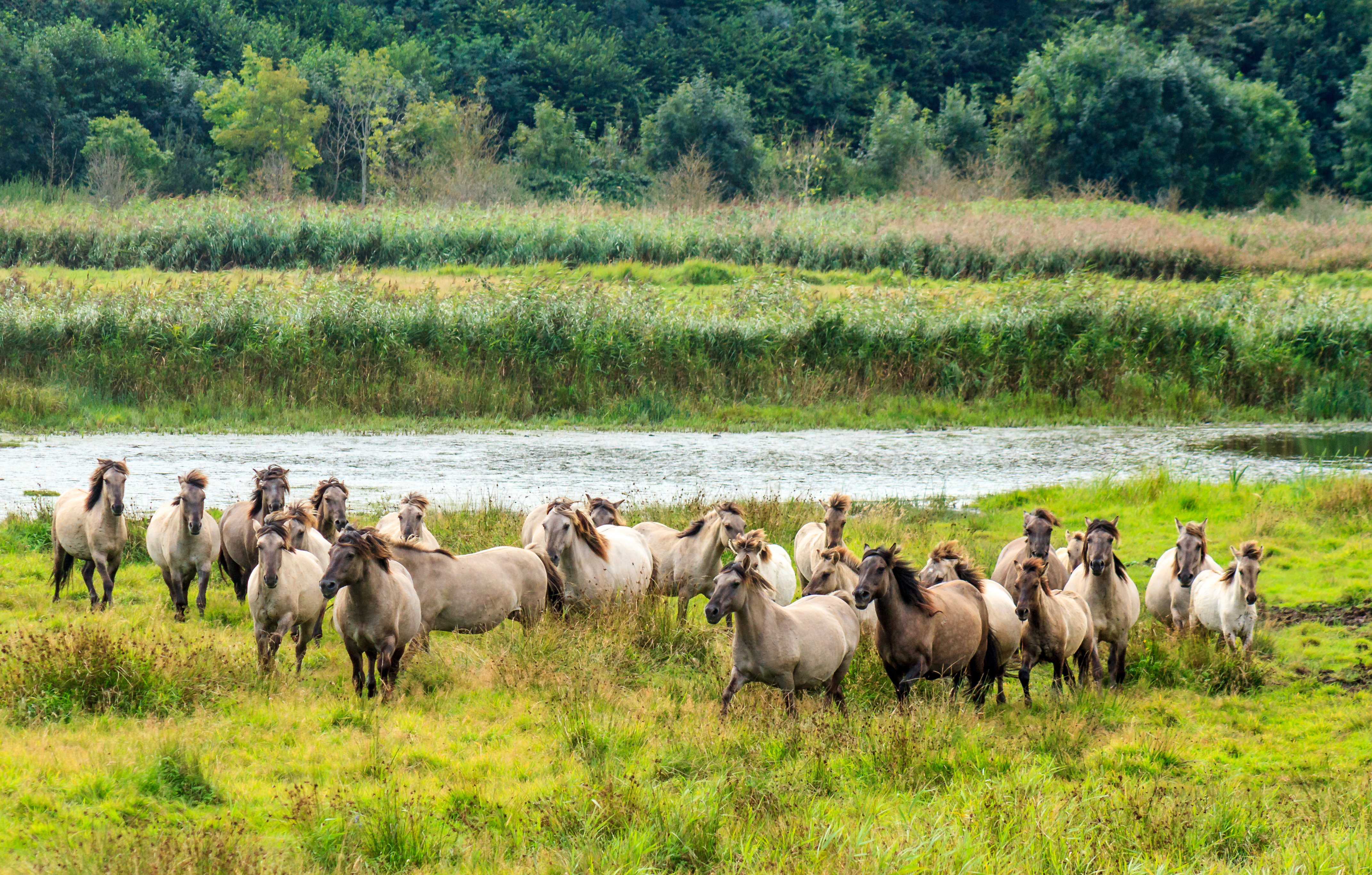
Troupeau de chevaux Konik dans le Geltinger Birk (2017)

Pour préserver les paysages de pâturages, la Fondation pour la conservation de la nature du Schleswig-Holstein utilise des troupeaux de chevaux (Koniks), de bovins (bovins écossais des Highlands, Galloways), de chèvres et de moutons dans certaines parties de la région.

## Tourisme

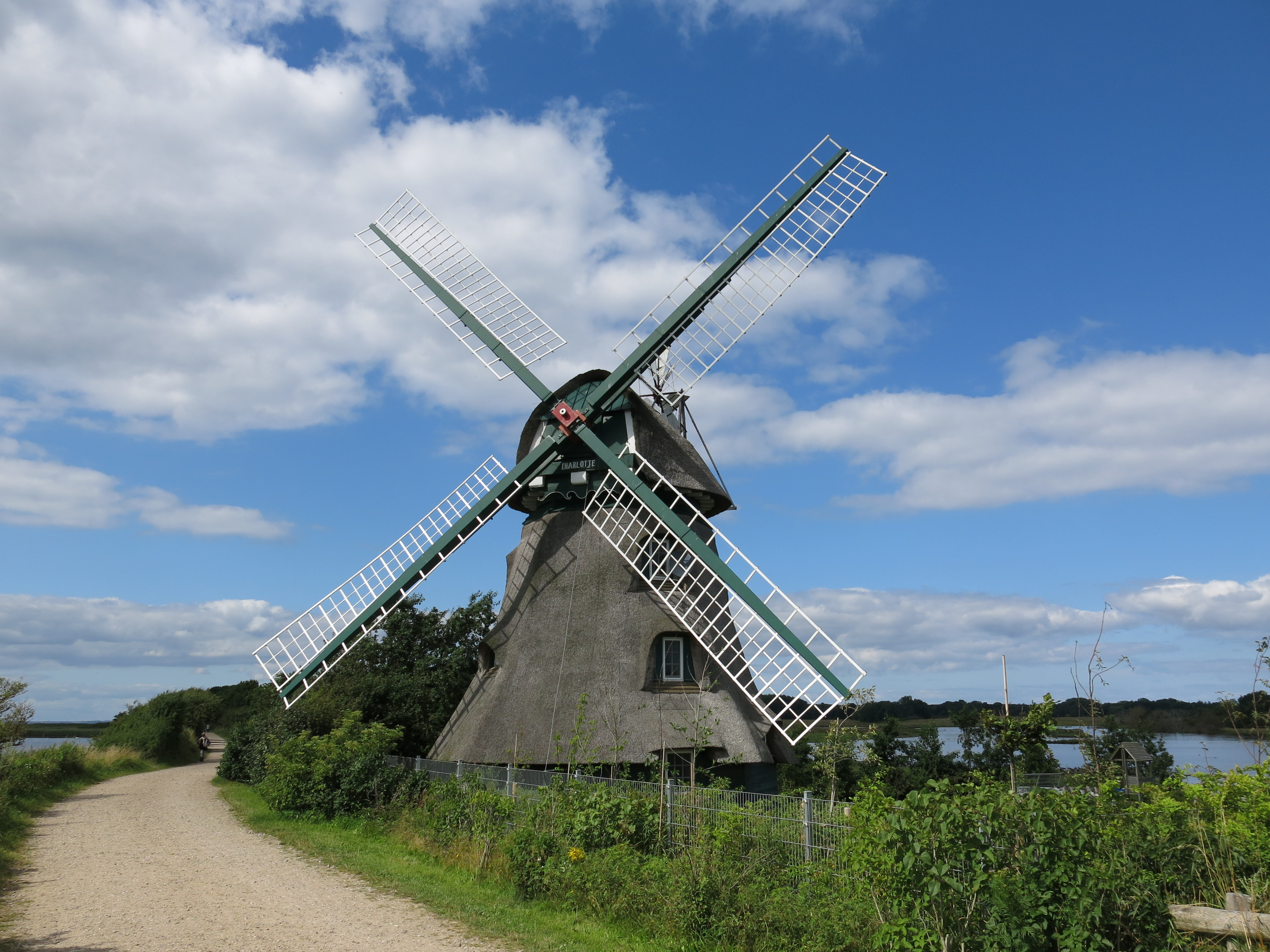
Moulin à vent Charlotte

La réserve de Geltinger Birk est accessible aux touristes et 50 000 à 80 000 personnes la visitent chaque année. Il existe différents sentiers de randonnée circulaires. Le vélo est autorisé le long des sentiers désignés.
Une petite exposition sur Geltinger Birk est organisée dans la Integrierten Station Geltinger Birk (« Station intégrée Geltinger Birk »), qui est gérée, entre autres, par l'ONG Naturschutzbund Deutschland (NABU) et la municipalité de Nieby.
La réserve est entretenue par un personnel employé à plein temps et appartenant à l'Office pour l'agriculture, l'environnement et l'espace rural, une institution affiliée au gouvernement du land de Schleswig-Holstein. Ceux-ci proposent des informations et des visites guidées ou organisent des visites.